# Будь собой
«Будь собой» (англ. Get Real) — драма британского режиссёра Саймона Шора, снятая по пьесе «What’s Wrong With Angry?» английского драматурга и сценариста Патрика Уайльда. Фильм снимался в Англии в районе Бейзингсток. В списке пятидесяти лучших фильмов о средней школе от «Entertainment Weekly» фильм занимает 34 место.

## Сюжет
Стивен Картер — умный, красивый и талантливый, но очень замкнутый 16-летний парень, гей, проживает с родителями в маленьком провинциальном городке в Великобритании и учится в выпускном классе школы. У Стивена мало друзей: Марк — одноклассник и друг детства, и Линда — соседка и ровесница. Линда — наверное, самый близкий друг Стивена. Только ей известно, что он гей, и только она понимает и поддерживает его. Сама Линда испытывает дискомфорт оттого, что окружающие плохо воспринимают её из-за пышных форм. Стивена же, наоборот, из-за его стройной внешности постоянно донимают ребята из школьной команды атлетов, неосознанно высказывая в его адрес гомофобные ругательства. Стивен молча терпит все издевательства, так как боится себе даже представить, что было бы, если ребята и вправду узнали, что он гей.
Единственное место, где Стивен знакомится с парнями и мужчинами, — общественный туалет в городском парке. Каждая такая попытка знакомства — огромный риск для молодого парня, ведь никогда неизвестно заранее, кем окажется новый знакомый, как он себя поведёт и что с ним сделает. Стивен идёт на такой риск, ведь других вариантов у него нет. Так, договариваясь о встрече с очередным парнем из соседней кабинки туалета, Стивен с удивлением обнаруживает, что им оказывается капитан их школьной команды атлетов Джон Диксон — привлекательный и спортивный парень его возраста, мечта местных девушек. Стивен всегда издалека восхищался Джоном, они знакомы, хотя никогда ранее не пересекались. Джон пытается перевести их свидание в шутку, однако потом понимает, что для Стивена это не игра. Напросившись домой к Стивену на чай, Джон узнаёт, что тот с 11 лет знает о своей ориентации и не стыдится себя, а своим родителям не сообщает, щадя их чувства. В откровенной сцене Стивен пытается поцеловать Джона. Джон, в страхе показать своё истинное желание быть с парнем, резко встает и уходит, а при случайных встречах в школе начинает игнорировать Стивена.
Стивен понимает, что Джон ему нравится. Переживая холодность и равнодушие Джона, Стивен выбрасывает свою статью «Поколение тысячелетия», которую долго готовил для конкурса молодых журналистов. Отец Стивена находит её и без ведома сына отправляет на конкурс. Статья выигрывает конкурс, жюри признаёт её высокий профессиональный уровень. Родители искренне не понимают, как мог Стивен взять и выбросить такую удачную статью о жизни молодых людей. На что он отвечает: «А что вы знаете о моей жизни?»
На школьной вечеринке Стивен издалека долгое время наблюдает за Джоном. Когда все танцуют медленный танец и рефреном звучат слова песни «ты такая красивая» (в английском языке тоже, что и «ты такой красивый»), Стивен и Джон встречаются взглядами и не могут оторвать глаз друг от друга. После вечеринки подвыпивший Джон приходит к Стивену домой и просит помочь ему разобраться в себе. Он рассказывает Стивену о своём первом опыте с парнем и говорит, что совсем запутался. Парни целуются и проводят ночь вместе. Утром Джон спрашивает Стивена, как тот может нормально жить, публично отрицая свою сущность. Стивен отвечает, что отмалчиваясь он всего лишь защищает своих родных и близких, для которых его признание станет ударом, хотя сейчас, когда Джон рядом, не против всем рассказать. Однако сам Джон боится открыться перед окружающими и настаивает на том, чтобы их отношения оставались тайной. Стивен соглашается никому ничего не говорить.
Полиция спугнула Стивена и Джона, когда они встречались в лесу. Джону удалось убежать, а Стивен наткнулся на полицейского, который доставил его домой. После напряжённого разговора с родителями Стивен решает написать для школьного журнала анонимную статью «Будь собой», о том, как грустно быть подростком-геем и как тяжело распоряжаться в этом мире собственной жизнью по своему усмотрению.
Узнав, что Джон тайно встречается с подругой по имени Кристина, Стивен негодует. Джон пытается ему объяснить, что пошёл на свидание только потому, что хотел ощутить себя «нормальным», надеялся, что, обнимая и целуя самую красивую девушку в городе, испытает то, что должен испытывать обычный мужчина, но ничего такого не произошло. Джон признается Стивену в любви, обещает полностью изменить своё отношение к нему и больше не избегать его в школе. Парни проводят вместе ещё одни выходные, на этот раз у Джона дома. Кевин, член атлетической команды Джона, случайно видит парней вместе, во время плавания в бассейне. Кевин удивлён, однако ни о чём не подозревает.
Порвав отношения с Кевином, интерес к Стивену проявляет его ровесница Джессика. Однажды во время прогулки к её дому она решает поцеловать Стивена, выражая ему свои чувства. В замешательстве Стивен ничего не успевает рассказать ей о себе.
Джессика случайно замечает как Стивен, воспользовавшись доступом к оригинал-макету школьного журнала, просматривает одну банальную статью и нервничая роняет дискету. Непосредственно перед выпуском журнала один из редакторов обнаруживает на месте этой статьи анонимную статью о молодом парне-гее. Джессика догадывается, что это дело рук Стивена, однако прикрывает его, объявляя всем, что это была её личная инициатива вставить первый попавшийся провокационный текст. Однако директор школы запрещает печатать статью, так как считает, что в достойной школе нет места таким публикациям. В знак протеста против цензуры редакция публикует в журнале пустую страницу со словами «Запрещено к печати». По школе проходит слух, что один из учеников гей.
В разговоре с Джессикой Стивен признаётся, что это он опубликовал анонимную статью, однако он не мог ранее всё ей сказать, так как защищает своего парня. Спустя время Джессика выявляет, что этим парнем является Джон.
Перед финалом спортивных соревнований отец Джона спрашивает сына, не знает ли тот, кто такой Стивен — автор прекрасных фотоснимков Джона в школьном журнале. Джон отвечает, что не знает такого, но Стивен уже рассказал матери Джона, что провел последние выходные у них дома. В панике, что родители могут узнать о его настоящих отношениях со Стивеном, Джон проигрывает финальный забег.
Стивен находит Джона в раздевалке, пытается поговорить с ним и успокоить. Джон боится, что люди могут догадаться, что они встречаются, отказывается признать Стивена своим любовником и уходит, забыв свой рюкзак с вещами. Стивен крайне огорчён и подавлен. Оставшись один, он плачет в рубашку Джона и в отчаянии разрывает её. Тихо вошедшие в раздевалку друзья Джона, Кевин с приятелем, видят это. Теперь они убеждены: Стивен — гей и ему нравится их друг Джон. В ярости они набрасываются на Стивена. Неожиданно за своими вещами возвращается сам Джон. Обещая разобраться со Стивеном, он просит друзей выйти. Оставшись вдвоём, Стивен и Джон изображают звуки побоев, и, приблизившись друг к другу, хотят поцеловаться. Когда Кевин с приятелем внезапно снова входят в раздевалку, они видят Стивена в объятиях Джона. Боясь разоблачения перед своими друзьями, Джон отталкивает Стивена, оскорбляет его и пинает ногой. Оставив Стивена лежащим на полу, Джон с друзьями спешат на церемонию.
Избитый и упавший духом Стивен приходит на церемонию, где ему должны вручить приз за лучшую статью. Стивен осознаёт, что теперь Кевин с приятелем всем расскажут, что он гей, и у него нет дороги назад. Перед школьной аудиторией, перед своими родителями Стивен признаётся, что победившая на конкурсе статья, к сожалению, была основана на его личном вымышленном восприятии действительности, и что это он написал ту анонимную статью, которую не опубликовали в школьном журнале только потому, что она была о молодом парне-гее. На пике эмоций Стивен говорит о том, что он больше не может быть абсолютно один, он устал прятаться, быть запуганным и потому печальным; он мечтает, чтобы друзья любили его таким, какой он есть, и что для того, чтобы быть любимым в своей семье, ему не нужно бы было притворяться тем, кем он в действительности не является. Стивен открыто объявляет себя геем и говорит, что он, возможно, не единственный, кто так себя чувствует и боится признаться. Ожидая поддержки, он смотрит на Джона, однако тот молчит. «Ведь это только любовь… Как можно её бояться?» Словам Стивена аплодирует большая часть зала, в том числе мать Стивена, Линда и Джессика.
После церемонии Стивен находит Джона на скамье возле футбольного поля. Джон уверяет, что на самом деле очень любит Стивена и искренне сожалеет о том, что избил и унизил его. Однако больше извинений Стивен ждёт, чтобы Джон так же начал бороться за своё счастье, освободился ото лжи и по примеру Стивена открылся перед окружающими. Видя, что Джон в ответ только молчит, Стивен понимает: Джон боится разоблачения и больше не станет встречаться с ним, а, значит, будущего у их отношений нет. Со слезами на глазах и словами «будь счастлив» Стивен уходит.

## В ролях
- Бэн Сильверстоун — Стивен Картер
- Брэд Гортон — Джон Диксон
- Шарлотта Бритейн — Линда
- Стейси А. Харт — Джессика
- Патрик Нилсон — Марк
- Кейт Макенери — Уэнди
- Тим Харрис — Кевин
- Джеймс Д. Уайт — Дэйв

## Награды и номинации
| Год  | Событие                                  | Награда/номинация | Награда/номинация                           | Номинант         |
| ---- | ---------------------------------------- | ----------------- | ------------------------------------------- | ---------------- |
| 1998 | Dinard British Film Festival             | Премия            | Приз зрительских симпатий                   | Саймон Шор       |
| 1998 | Dinard British Film Festival             | Премия            | «Золотой Хичкок»                            | Саймон Шор       |
| 1998 | Эдинбургский международный кинофестиваль | Премия            | Приз зрительских симпатий                   | Саймон Шор       |
| 1999 | British Independent Film Awards          | Номинация         | BIFA за лучшую режиссёрскую работу          | Саймон Шор       |
| 1999 | Международный кинофестиваль в Эмдене     | Премия            | Emden Film Award                            | Саймон Шор       |
| 1999 | Golden Trailer Awards                    | Номинация         | «Золотой трейлер»                           |                  |
| 1999 | Фестиваль независимого кино в Оренсе     | Премия            | Приз зрительских симпатий                   | Саймон Шор       |
| 1999 | Фестиваль независимого кино в Оренсе     | Премия            | Приз жюри за лучший европейский фильм       | Саймон Шор       |
| 2000 | Chlotrudis Awards                        | Номинация         | Chlotrudis Award в номинации «Лучший актёр» | Бен Сильверстоун |

## Саундтрек

Обложка диска с саундтреками к фильму

1. Staying out for the summer — Dodgy
2. Word Up — Cameo
3. Shine — Liberty Horses
4. Ready To Go — Republica
5. Play that funky music white boy — Dave Danger
6. You Are So Beautiful — Ian Harrison
7. Love Is All Around — The Troggs
8. Inbetweener — Sleeper
9. El Tranqilandia — North Pacific Drift
10. Beautiful One — Milk and Honey band
11. OM-23 — Drug Free America
12. Respect — Арета Франклин
13. If You Want It to Be Good Girl (Get Yourself a Bad Boy) — Backstreet Boys
14. Misunderstood — Kings of Infinite Space
15. Think — Арета Франклин

## Примечание
1. ↑  'Get Real': Teen-Age Boys in Love and in Pain. The New York Times. Дата обращения: 13 июня 2012. Архивировано 30 июня 2012 года.
2. ↑  34. GET REAL (англ.). Entertainment Weekly. Дата обращения: 26 февраля 2011. Архивировано 3 февраля 2013 года.